# Wagneriana atuna
Wagneriana atuna är en spindelart som beskrevs av Levi 1991. Wagneriana atuna ingår i släktet Wagneriana och familjen hjulspindlar. Inga underarter finns listade i Catalogue of Life.